# Coppa dell'Imperatore 1984
La Coppa dell'Imperatore 1984 (第64回天皇杯全日本サッカー選手権大会?, Dai 61-kai Tennōhai Zen Nippon Sakkaa Senshuken Taika) è stata la sessantaquattresima edizione della coppa nazionale giapponese di calcio.

## Formula
Viene confermata la stessa formula introdotta a partire dalla stagione 1972.
Partecipano i dieci club iscritti alla prima divisione della Japan Soccer League, più altre diciotto squadre provenienti dai tornei regionali.

## Squadre partecipanti
Japan Soccer League
- Mitsubishi HI
- Hitachi
- Yanmar Diesel
- Fujita Kogyo
- Furukawa Electric
- Nippon Kokan
- Nissan Motors
- Yomiuri
- Yamaha Motors
- Honda Motor

Squadre regionali
- Aichi Gakuin Daigaku (Tokai)
- Fukuoka Daigaku (Kyūshū)
- Fukushima FC (Tohoku)
- Kofu Club (Kantō)
- Kokushikan Daigaku (Kantō)
- Kyūshū University (Kyūshū)
- Matsushita Electric (Kansai)
- Mazda (Chūgoku)
- Mazda Auto Hiroshima (Chūgoku)
- Nippon Steel (Kyūshū)
- Nissei Plastic Ind. (Koshinetsu)
- NTTPC Kinki (Kansai)
- Osaka Taidai (Kansai)
- Sapporo University (Kantō)
- Seino (Tokai)
- Sumitomo Metals (Kantō)
- Tanabe Pharma (Kansai)
- TDK (Tohoku)
- Teijin (Shikoku)
- Toshiba (Kantō)
- Toyota Motors (Tokai)
- Tsukuba Daigaku (Kantō)

## Date
| Turno            | Data             |                 |
| ---------------- | ---------------- | --------------- |
| Primo turno      | 15 dicembre 1984 |                 |
| Secondo turno    | 16 dicembre 1984 |                 |
| Quarti di finale | 23 dicembre 1984 |                 |
| Semifinali       | 30 dicembre 1984 |                 |
| Finale           | 1º gennaio 1985  | 1º gennaio 1985 |

## Risultati

### Primo turno
| Squadra 1            | Risultato                     | Squadra 2            |
| -------------------- | ----------------------------- | -------------------- |
| Nissan Motors        | 6 - 0                         | Mazda Auto Hiroshima |
| Mazda                | 1 - 0 (d.t.s.)                | NTTPC Kinki          |
| Kyūshū University    | 2 - 1                         | Tanabe Pharma        |
| Fukuoka Daigaku      | 1 - 1 (d.t.s.) 4 - 3 (d.c.r.) | Mitsubishi HI        |
| Honda Motor          | 2 - 2 (d.t.s.) 5 - 4 (d.c.r.) | Tsukuba Daigaku      |
| Hitachi              | 3 - 2 (d.t.s.)                | Toyota Motors        |
| Kokushikan Daigaku   | 3 - 2                         | Sapporo University   |
| Fukushima FC         | 0 - 6                         | Furukawa Electric    |
| Yomiuri              | 2 - 1                         | Osaka Taidai         |
| Nippon Steel         | 1 - 4                         | Teijin               |
| Matsushita Electric  | 1 - 0                         | Nippon Kokan         |
| Nissei Plastic Ind.  | 0 - 3                         | Yanmar Diesel        |
| Fujita Kogyo         | 4 - 0                         | Sumitomo Metals      |
| Aichi Gakuin Daigaku | 3 - 1                         | TDK                  |
| Seino                | 3 - 1                         | Toshiba              |
| Kofu Club            | 0 - 3                         | Yamaha Motors        |

### Secondo turno
| Squadra 1           | Risultato      | Squadra 2            |
| ------------------- | -------------- | -------------------- |
| Nissan Motors       | 5 - 2          | Mazda                |
| Tanabe Pharma       | 1 - 0          | Fukuoka Daigaku      |
| Honda Motor         | 1 - 0          | Hitachi              |
| Furukawa Electric   | 1 - 0 (d.t.s.) | Kokushikan Daigaku   |
| Yomiuri             | 5 - 0          | Teijin               |
| Matsushita Electric | 0 - 2          | Yanmar Diesel        |
| Fujita Kogyo        | 4 - 0          | Aichi Gakuin Daigaku |
| Toshiba             | 0 - 2          | Yamaha Motors        |

### Quarti di finale
| Squadra 1         | Risultato | Squadra 2     |
| ----------------- | --------- | ------------- |
| Nissan Motors     | 2 - 1     | Tanabe Pharma |
| Furukawa Electric | 1 - 0     | Honda Motor   |
| Yanmar Diesel     | 0 - 2     | Yomiuri       |
| Yamaha Motors     | 1 - 0     | Fujita Kogyo  |

### Semifinali
| Squadra 1         | Risultato                     | Squadra 2     |
| ----------------- | ----------------------------- | ------------- |
| Furukawa Electric | 0 - 0 (d.t.s.) 5 - 3 (d.c.r.) | Nissan Motors |
| Yomiuri           | 2 - 1                         | Yamaha Motors |

### Finale
| Tokyo 1º gennaio 1985 | Yomiuri | 2 – 0 | Furukawa Electric | National Stadium |

| Yomiuri | Furukawa |

| Yomiuri         |    |                   |  |          |
|                 |    |                   |  |          |
| P               | 21 | Kazuya Nakamura   |  |          |
| D               | 3  | Yasutarō Matsuki  |  |          |
| D               | 4  | Jorge Toledo      |  |          |
| D               | 5  | Hisashi Katō      |  |          |
| D               | 21 | Satoshi Tsunami   |  |          |
| C               | 6  | Yukitaka Omi      |  |          |
| C               | 17 | Masakatsu Mori    |  | Uscita   |
| C               | 10 | Ryōichi Kawakatsu |  |          |
| A               | 9  | George Yonashiro  |  |          |
| A               | 7  | Tetsuya Totsuka   |  |          |
| A               | 12 | Steve Paterson    |  |          |
| A disposizione: |    |                   |  |          |
| C               | 11 | Masato Ōtomo      |  | Ingresso |
| Allenatore:     |    |                   |  |          |
| Rudi Gutendorf  |    |                   |  |          |

| Furukawa Electric |   |                   |  |          |
|                   |   |                   |  |          |
| P                 | - | Chōei Satō        |  |          |
| D                 | - | Toru Yoshida      |  |          |
| D                 | - | Hisashi Kaneko    |  |          |
| D                 | - | Takeshi Okada     |  |          |
| D                 | - | Hiroshi Kobayashi |  |          |
| C                 | - | Satoshi Miyauchi  |  |          |
| C                 | - | Yoshikazu Gotō    |  |          |
| C                 | - | Tadahisa Onizuka  |  | Uscita   |
| A                 | - | Kazuhiro Miyabe   |  | Uscita   |
| A                 | - | Yoshikazu Nagai   |  |          |
| A                 | - | Hideki Maeda      |  |          |
| A disposizione:   |   |                   |  |          |
| C                 | - | Seigo Ikeda       |  | Ingresso |
| C                 | - | Hiroshi Yoshida   |  | Ingresso |
| Allenatore:       |   |                   |  |          |
| Eijun Kiyokumo    |   |                   |  |          |